# Chico Lopes (poeta)
Francisco Carlos Lopes, ou simplesmente Chico Lopes (Novo Horizonte, 6 de maio de 1952), é ficcionista, poeta, artista plástico, tradutor, crítico literário e de cinema.

## Biografia
Filho de José Lopes Rubia, espanhol, carpinteiro de profissão, e Elisa Cavalieri Lopes, dona de casa, brasileira filha de italianos da Freguesia do Ó. Chico Lopes nasceu em Novo Horizonte, São Paulo, viveu nesta cidade de cerca de 30 mil habitantes até os 40 anos, quando se mudou para Poços de Caldas, Minas Gerais. Chico Lopes é casado com Maria Vitória da Costa Lopes e tem uma filha, Elisa.
Em Novo Horizonte, ajudou a fundar e dirigir os jornais A Cidade, A Voz da Região, O Jornal e ganhou notoriedade como pintor e desenhista, além de escrever seus primeiros trabalhos de ficção, poesia, ensaio e crítica de cinema. Em Poços de Caldas, trabalhando como programador e apresentador do cinevideoclube do Instituto Moreira Salles, Casa da Cultura, publicou seu primeiro livro Nó de sombras, lançado pela editora do IMS em 2000.
Com a boa acolhida da crítica e do público (a tiragem se esgotou), Lopes teve publicado também pelo IMS, em 2004, seu segundo livro de contos, Dobras da noite, com uma acolhida ainda mais favorável da crítica e do público. Seu terceiro livro de contos, Hóspedes do vento, de 2010, foi editado pela ed. Nankin.
Possui mais de 20 romances traduzidos da língua inglesa para a portuguesa, em vários gêneros. Sua carreira de tradutor começou com A volta do parafuso de Henry James, em 2004 (edição bilíngue/Landmark-SP) que teve prosseguimento com a tradução de contos norte-americanos clássicos de Nathaniel Hawthorne, Bret Harte e outros autores para a antologia de Natal, Os mais belos contos de amor e esperança (Prestígio Editorial/Ediouro, SP, 2005). Sua terceira tradução, do livro Maligna (Ediouro), de Gregory Maguire, saiu em meados de 2007. Publicou também as traduções Morte no Gelo de Max Allan Collins, O filho da bruxa de Gregory Maguire, Morto até o anoitecer de Charlaine Harris pela Ediouro, e depois realizou traduções para a Rocco (Rio) como O alquimista, de Michael Scott, O filho do vento e Skybreaker - Rasgando os céus, ambos de Kenneth Oppel e vários outros livros da série infanto-juvenil Jovens Leitores.
Sua carreira se ampliou em 2011 com o lançamento de sua primeira novela O estranho no corredor, pela Editora 34 de São Paulo. O livro foi contemplado pelo Prêmio Jabuti na categoria Melhor romance em 2012 e também ficou entre os dez finalistas do Prêmio São Paulo de Literatura de 2012.
Em 2012 lançou pela ed. Ler/Brasília o livro de memórias A herança e a procura que cobre os 40 anos vividos em Novo Horizonte, sua formação como artista num contexto nada convidativo e até mesmo hostil, as formas que ele encontrava para satisfazer seus desejos artísticos cosmopolitas sem precisar deixar os limites da cidade etc.
Sua estreia como poeta também foi bastante festejada em 2013 com o livro Caderno provinciano, pela ed. Patuá.
Resultado de anos de atuação como crítico de cinema foi seu livro mais recente, Na sala escura: a arte de sonhar com os olhos abertos, pela Ed. Penalux.
Tem vários livros inéditos e em 2020 deve lançar um livro sobre faroeste italiano e um novo romance.

### Obras
- Nó de sombras (2000, contos, IMS)
- Dobras da noite (2004, contos, IMS)
- Nos tempos de Agostinho - biografia (sob encomenda)
- Messias Gomes de Mello: Um século por Muzambinho - biografia (sob encomenda)
- Brasil 2000: Retratos Poéticos - coletânea/poesia
- Antologia do Conto Brasiliense - coletânea
- Hóspedes do vento (2010, contos, Nankin Editorial)
- Cenas da favela (antologia/org. Nelson de Oliveira)
- O estranho no corredor (2011, romance, editora 34)
- A herança e a procura (2012, memórias, Ler/Brasília)
- Caderno provinciano (2013, poesia, ed. Patuá)
- Na sala escura: a arte de sonhar com os olhos abertos (2014, ensaios, ed. Penalux)
- O pio da coruja (2015, ensaios literários, editora Penalux)
- Corpos furtivos (2015, romance, Ed Pelalux)
- Florir no escuro (2016, poesia, ed. Penalux)
- O abraço dos cegos (2018, crônicas, ed. Penalux)
- Bruno Filisberti (2019, biografia, editora Estância)
- A passagem invisível (2019, contos ed. Laranja Original)